# Gangi
Gangi – miejscowość i gmina we Włoszech, w regionie Sycylia, w prowincji Palermo.

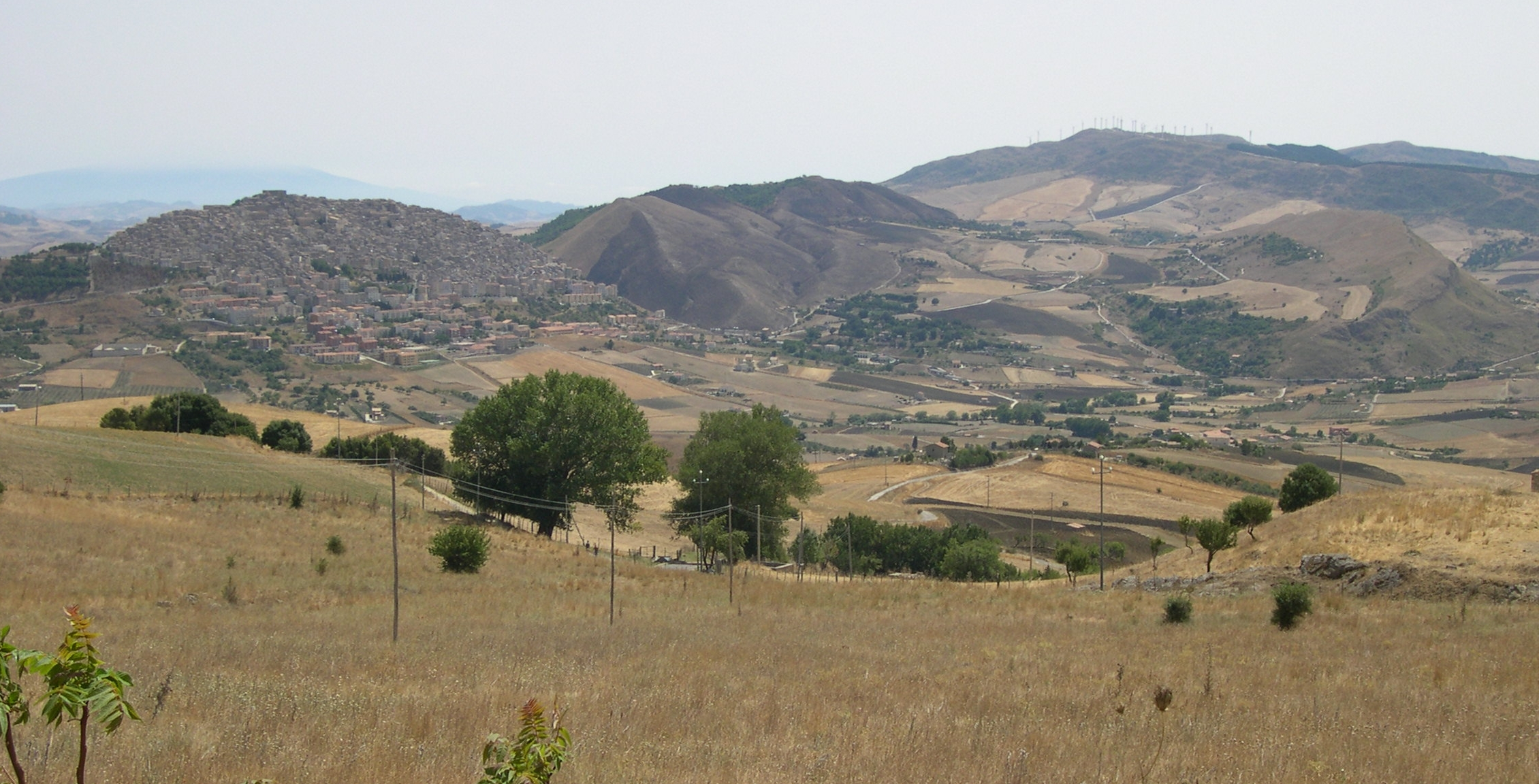
Panorama

Według danych na rok 2004 gminę zamieszkiwały 7602 osoby, 59,9 os./km².